# Epidendrum claviculatum
Epidendrum claviculatum là một loài thực vật có hoa trong họ Lan. Loài này được W.Wright mô tả khoa học đầu tiên năm 1787.